# Koralionastes ellipticus
Koralionastes ellipticus är en svampart som beskrevs av Kohlm. & Volkm.-Kohlm. 1987. Koralionastes ellipticus ingår i släktet Koralionastes och familjen Koralionastetaceae.   Inga underarter finns listade i Catalogue of Life.